# Ross Lonsberry
David Ross Lonsberry (* 7. Februar 1947 in Humboldt, Saskatchewan; † 4. Mai 2014 in Santa Clarita, Kalifornien) war ein kanadischer Eishockeyspieler. Der linke Flügelstürmer absolvierte insgesamt über 1000 Spiele für die Boston Bruins, Los Angeles Kings, Philadelphia Flyers und Pittsburgh Penguins in der National Hockey League. Dabei gewann er mit den Flyers 1974 und 1975 den Stanley Cup und war zudem beim NHL All-Star Game 1972 vertreten.

## Karriere

### Anfänge
Ross Lonsberry spielte in seiner Jugend für die Estevan Bruins in der Saskatchewan Junior Hockey League (SJHL), einem Vorläufer der gleichnamigen heutigen Liga. In Estevan steigerte der linke Flügelstürmer seine Leistung von Jahr zu Jahr, bis er in der Saison 1965/66 auf 67 Tore und 77 Vorlagen in nur 59 Spielen kam. Infolgedessen wurde er ins SJHL First All-Star Team gewählt, nachdem er im Jahr zuvor bereits Teil des Second All-Star Teams war. Ferner nahm er mit den Bruins dreimal am Memorial Cup teil, erreichte dabei allerdings kein Endspiel. Stattdessen wechselte er 1966 kurzfristig zu den Edmonton Oil Kings, um mit ihnen das Finale des Memorial Cups zu bestreiten und dies schließlich gegen die Oshawa Generals zu gewinnen. Nachdem der Kanadier bereits 1965 sein Profidebüt in der Central Professional Hockey League (CPHL) für die Minneapolis Bruins gegeben hatte, lief er mit Beginn der Spielzeit 1966/67 regelmäßig für die Oklahoma City Blazers in der CPHL auf, mit denen er 1967 prompt die Playoffs um den Adams Cup gewann. Beide Mannschaften fungierten als Farmteam der Boston Bruins, bei denen er im gleichen Jahr zu seinen ersten acht Einsätzen in der National Hockey League (NHL) kam; darüber hinaus stand er in sieben Spielen für die Buffalo Bisons in der American Hockey League auf dem Eis.

### NHL
Lonsberry verbrachte zwei weitere Jahre in der Organisation der Boston Bruins, ohne sich jedoch auf NHL-Niveau etablieren zu können, sodass er den Großteil der Zeit in Oklahoma City aktiv war. Mit 67 Scorerpunkten in 65 Spielen wurde er dabei in der Saison 1968/69 ins Second All-Star Team der mittlerweile umbenannten Central Hockey League gewählt. In der Folge wurde der Angreifer im Mai 1969 samt Eddie Shack an die Los Angeles Kings abgegeben, die im Gegenzug Ken Turlik sowie zwei Erstrunden-Wahlrechte im NHL Amateur Draft 1971 und 1973 nach Boston transferierten. Bei den Kings, die erst zwei Jahre zuvor gegründet wurden und somit in ihre erst dritte NHL-Saison gingen, erspielte sich Lonsberry auf Anhieb einen Stammplatz und wurde mit 42 Punkten zum Topscorer des Teams. Später vertrat er die Kings beim NHL All-Star Game 1972. Nach zweieinhalb Jahren und zwei sportlich enttäuschenden Saisons ohne Playoff-Teilnahme wurde er allerdings bereits im Januar 1972 samt Bill Flett, Eddie Joyal und Jean Potvin an die Philadelphia Flyers abgegeben. Im Gegenzug erhielt Los Angeles Bill Lesuk, Jim Johnson und Serge Bernier.
Die zeitgleich mit den Los Angeles Kings gegründeten Flyers wurden in der Folge als „Broad Street Bullies“ zu einem der aufstrebenden Teams der Liga, so erreichte Lonsberry mit ihnen bereits in seiner ersten kompletten Saison das Playoff-Halbfinale. Im Folgejahr erreichte der Flügelstürmer zum ersten und einzigen Mal in seiner Karriere die Marke von 30 Saisontoren, bevor er mit den Flyers in den Playoffs 1974 den ersten Stanley Cup der Franchise-Geschichte gewann und diesen Erfolg 1975 wiederholte. Anschließend verbrachte er drei weitere Jahre in Philadelphia, wobei er in der Saison 1976/77 mit 23 Toren, 32 Vorlagen und einer Plus/Minus-Wertung von +42 seine beste persönliche NHL-Statistik aufstellte.
Im Juni 1978 transferierten ihn die Flyers mitsamt Tom Bladon und Orest Kindrachuk zu den Pittsburgh Penguins, die im Gegenzug ihr Erstrunden-Wahlrecht im NHL Amateur Draft 1978 nach Philadelphia schickten. In Pittsburgh ließ Lonsberry seine Karriere in den folgenden drei Spielzeiten ohne größere sportliche Erfolge ausklingen, trat dabei aber bis zuletzt als regelmäßiger Scorer in Erscheinung. Nach der Saison 1980/81 beendete er offiziell seine aktive Laufbahn, in der er in der NHL auf insgesamt 1068 Spiele sowie 277 Tore bei 612 Scorerpunkten gekommen war.
Anschließend kehrte Lonsberry in den Großraum Los Angeles zurück und ließ sich dort mit einer Tätigkeit im Versicherungswesen nieder. Er verstarb am 4. Mai 2014 im Alter von 67 Jahren in Santa Clarita an den Folgen eines Krebsleidens.

## Erfolge und Auszeichnungen
| - 1965 SJHL Second All-Star Team - 1966 SJHL First All-Star Team - 1966 Memorial-Cup-Gewinn mit den Edmonton Oil Kings - 1967 Adams-Cup-Gewinn mit den Oklahoma City Blazers | - 1969 CHL Second All-Star Team - 1972 Teilnahme am NHL All-Star Game - 1974 Stanley-Cup-Gewinn mit den Philadelphia Flyers - 1975 Stanley-Cup-Gewinn mit den Philadelphia Flyers |

## Karrierestatistik
(Legende zur Spielerstatistik: Sp oder GP = absolvierte Spiele; T oder G = erzielte Tore; V oder A = erzielte Assists; Pkt oder Pts = erzielte Scorerpunkte; SM oder PIM = erhaltene Strafminuten; +/− = Plus/Minus-Bilanz; PP = erzielte Überzahltore; SH = erzielte Unterzahltore; GW = erzielte Siegtore; 1 Play-downs/Relegation; Kursiv: Statistik nicht vollständig)